# Tommy (film, 2014)
Pour les articles homonymes, voir Tommy.
Pour plus de détails, voir Fiche technique et Distribution.
Tommy est un film suédois réalisé par Tarik Saleh en 2014, un thriller se déroulant dans le monde souterrain de Stockholm. À ne pas confondre avec le film musical de Ken Russell, sorti en 1975, fondé sur l'opéra-rock Tommy des Who datant de 1969.

## Synopsis
Une semaine avant Noël, Estelle (Moa Gammel) rentre à Stockholm avec sa fille Isabel après avoir vécu cachée au Sri Lanka pendant un an en cavale avec son mari Tommy. Elle a comme objectif de récupérer la part d’un hold-up de 4 millions d'euros qui revient à Tommy. La police la file dès son arrivée, intriguée par le coffret de cendres qu’elle ramène. Ne retrouvant pas le butin dans sa cachette, elle se plonge dans le monde criminel de Stockholm pour rencontrer les anciens associés de son mari. La simple évocation d’un retour possible de Tommy jette la confusion et l’effroi parmi les truands. Par ailleurs Estelle met tout en œuvre pour protéger sa fille Isabel et sa sœur cadette Blanca. Estelle a conscience des dangers qu’elle court, mais, avec une détermination sans faille, elle garde son sang-froid, planifie et anticipe en semant le chaos dans le milieu en jouant les uns contre les autres. Les anciens associés s’entre-déchirent dans une violence brutale. Mais à un moment donné le bluff d’Estelle s’effondre, son mari a en fait été incinéré au Sri Lanka. Sa vie est en jeu, sa fille est enlevée mais elle réussit à récupérer in extremis sa part du magot et prendre l’avion avec sa fille et sa sœur vers le Sri Lanka.

## Fiche technique
- Titre : Tommy
- Sous-titre : Sanningen bakom myten (La vérité derrière le mythe)
- Réalisateur : Tarik Saleh
- Scénario : Anton Hagwall
- Photographie : Carl Nilsson
- Son : Frippe Jonsäter
- Mixage : Thomas Huhn
- Montage : Linda Jildmalm Dino Jonsäter Theis Schmidt
- Musique : Martin Landquist
- Producteur : Kristina Åberg et Henri Lassa
- Format : couleur
- Genre : Film dramatique, Thriller
- Durée : 92 minutes
- Date de sortie : 14 mars 2014 - 28 mars 2018 en VOD

## Distribution
- Moa Gammel : Estelle
- Lykke Li (créditée Lykke Li Zachrisson) : Blanca, la soeur d'Estelle
- Ola Rapace : Bobby
- Alexej Manvelov : Matte
- Johan Rabaeus (en) : Steve
- Inez Bruckner : Isabel, la fille d'Estelle
- Ewa Fröling : Katarina, la mère d'Estelle
- Ingela Olsson (en) : Marianne Lofgren, la flic
- Alexander Stocks : Peter Juhasz
- Reza Madadi : Ergon
- Azzan Jack : Cokie
- Amanda Ooms : Lena
- Mahmut Suvakci : le chef cuisinier
- Alexander Boyealjung : le serveur
- Egil Linge : un policier
- Ramou Jack : Kady
- Martin Milliarino : le dealer de Bobby
- Nina Lindén : Claudia
- Otto Nilson : le garçon dans la cage d'escalier
- David Mizajani : l'agent de voyage
- Pavel Pashnin : le fils de Rikard
- Kumara Ranapura : Saman
- Martin Johansson : l'homme au chapeau
- Hermes Klempetsanis Holm : Bobby Body Dubbel

## Lieux de tournage
Le film a entièrement été tourné à Stockholm et au Sri Lanka.

## Commentaires
- La chanson du film Du är den ende (no) écrite par Bo Setterlind, est interprétée par la chanteuse Lykke Li Zachrisson (Blanca dans le film).